# Municipio de Capital (Illinois)
El municipio de Capital (en inglés: Capital Township) es un municipio ubicado en el condado de Sangamon en el estado estadounidense de Illinois. En el año 2010 tenía una población de 115756 habitantes y una densidad poblacional de 692,96 personas por km².

## Geografía
El municipio de Capital se encuentra ubicado en las coordenadas 39°45′50″N 89°40′15″O / 39.76389, -89.67083. Según la Oficina del Censo de los Estados Unidos, el municipio tiene una superficie total de 167.05 km², de la cual 150.77 km² corresponden a tierra firme y (9.74%) 16.28 km² es agua.

## Demografía
Según el censo de 2010, había 115756 personas residiendo en el municipio de Capital. La densidad de población era de 692,96 hab./km². De los 115756 habitantes, el municipio de Capital estaba compuesto por el 75.73% blancos, el 18.54% eran afroamericanos, el 0.2% eran amerindios, el 2.21% eran asiáticos, el 0.02% eran isleños del Pacífico, el 0.66% eran de otras razas y el 2.64% pertenecían a dos o más razas. Del total de la población el 1.99% eran hispanos o latinos de cualquier raza.